# 不連続爆破事件
『不連続爆破事件』（ふれんぞくばくはじけん）は、1991年5月13日にTBS系列の『月曜ドラマスペシャル』枠内にて月曜日の21:00 - 22:54（JST）に放送された、タモリ・江口洋介ほか主演の単発テレビドラマ。
前年1990年10月29日に放送された同じく、タモリ・藤井郁弥ほか主演の単発テレビドラマ『代議士秘書の犯罪』が放送され、共にビデオ発売されているが、2024年4月現在未DVD化・未ネット配信化。
また、この当時の新聞や番宣では「タモリ特別企画・刑事編」というサブタイトルがついていた。

## サブタイトル
新聞のテレビ欄
警察寮爆破犯人が殺された！17年前の過激派事件に絡む悲劇・夫は妻を利用しただけなのか!?
東京都八王子市の警察寮爆破事件と京浜運河殺人事件との2つの事件に約17年前の企業爆破事件とを結ぶ欠点が浮かんでくる。
名コンビ刑事であるタモリと江口洋介らがタッグを組み事件の真相を追跡し鋭く迫る刑事ドラマ

VHSジャケット
警察寮爆破事件＆京浜運河殺人事件と17年前の企業爆破事件を結ぶ糸口とは？刑事タモリが謎を追う！

## ストーリー
東京都八王子市にある警察署の独身寮にて時限爆弾、爆発が発生し、多数の死者を出した。この事件は過激派集団の犯行と断定し、警視庁公安部の池部警視（根津甚八）が捜査を取りまとめる担当をすることに決まった。
八潮警察署の岩田警部（タモリ）と田倉警部補（江口洋介）ら名コンビ刑事は、京浜運河の他殺死体の捜査を担当をしていたが、捜査により爆破事件と殺人事件の2つの事件の関係がマスコミやメディアらにクローズアップされ、警視庁公安部と八潮警察の合同捜査本部が設置されることになり、岩田警部・田倉警部補らが死体の身元を調査するうちに約17年前の爆破テロ事件が浮かび上がることに直面することとなる。

## 主演者
- 岩田警部：タモリ
- 田倉警部補：江口洋介
- 池部誠警視：根津甚八
- 志村知彦：矢崎滋
- 志村二葉：泉ピン子
- ヨネさん：石倉三郎
- 中尾警部補：佐野史郎
- 加納課長：三上直也
- 松木怜子：風祭ゆき
- 小谷美和子：森永奈緒美
- 管理人：大塚周夫
- 高山弘
- 彦摩呂
- 第一発見者：西尾麻里
- 大河原教授：鈴木清順
- 赤坂広人
- 荒木美操
- 大野英憲
- 海一生
- ソープ嬢: 沙也加
- 白鳥貴恵子
- 太地琴恵
- 林美雄（元TBSアナウンサー）
- 藤田美紀
- 宮田光
- 阿部光子
- 小川真実
- 大和田多美恵
- 久保晴輝
- 白岩久尚
- 神野桃
- 西尾徳
- 藤島亜弥
- 藤原正久　ほか

## スタッフ
- 脚本：清水有生
- 演出：佐藤健光
- 音楽：タブラトゥーラ
- 劇中詩「逃げ水」より：北原準平
- ファイティングコーディネーター：國井正廣
- 制作：大岡進
- プロデューサー：伊藤一尋、加藤嘉一
- 制作協力：田辺エージェンシー
- 製作著作：TBS

## 関連番組
- 月曜ドラマスペシャル
  - 自主退学（1990年4月23日放送）
  - 代議士秘書の犯罪（1990年10月29日放送）
- 源義経